# Lido di Ostia Ponente
Lido di Ostia Ponente är Roms trettiotredje quartiere och har beteckningen Q. XXXIII. Quartiere Lido di Ostia Ponente är uppkallat efter Lido di Ostia. Quartiere Lido di Ostia Ponente bildades år 1961.

## Kyrkobyggnader
- Santa Monica
- Nostra Signora di Bonaria
- Cappella della Colonia Marina Vittorio Emanuele III

## Övrigt
- Scuola Fratelli Garrone
- Tor Boacciana
- Tor San Michele
- Idroscalo Lido di Roma
- Ponte della Scafa

## Bilder
| - Scuola Fratelli Garrone. |